# Minibuss

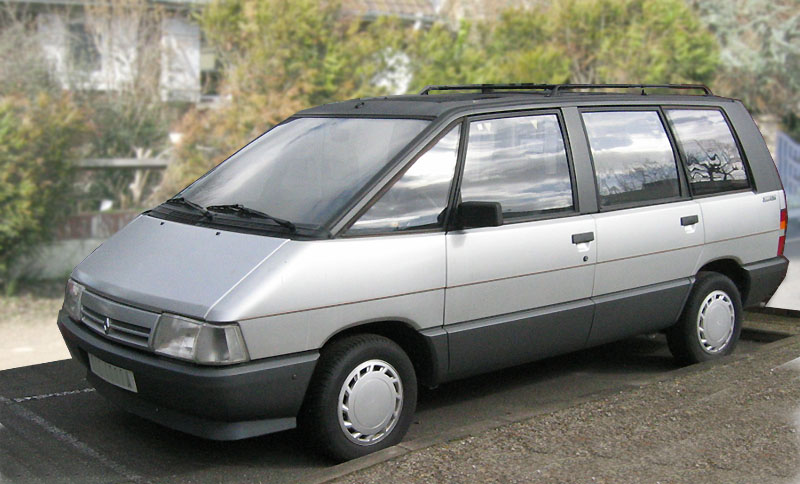
Renault Espace I (1984) är en typisk MPV och var en av de första som lanserades.

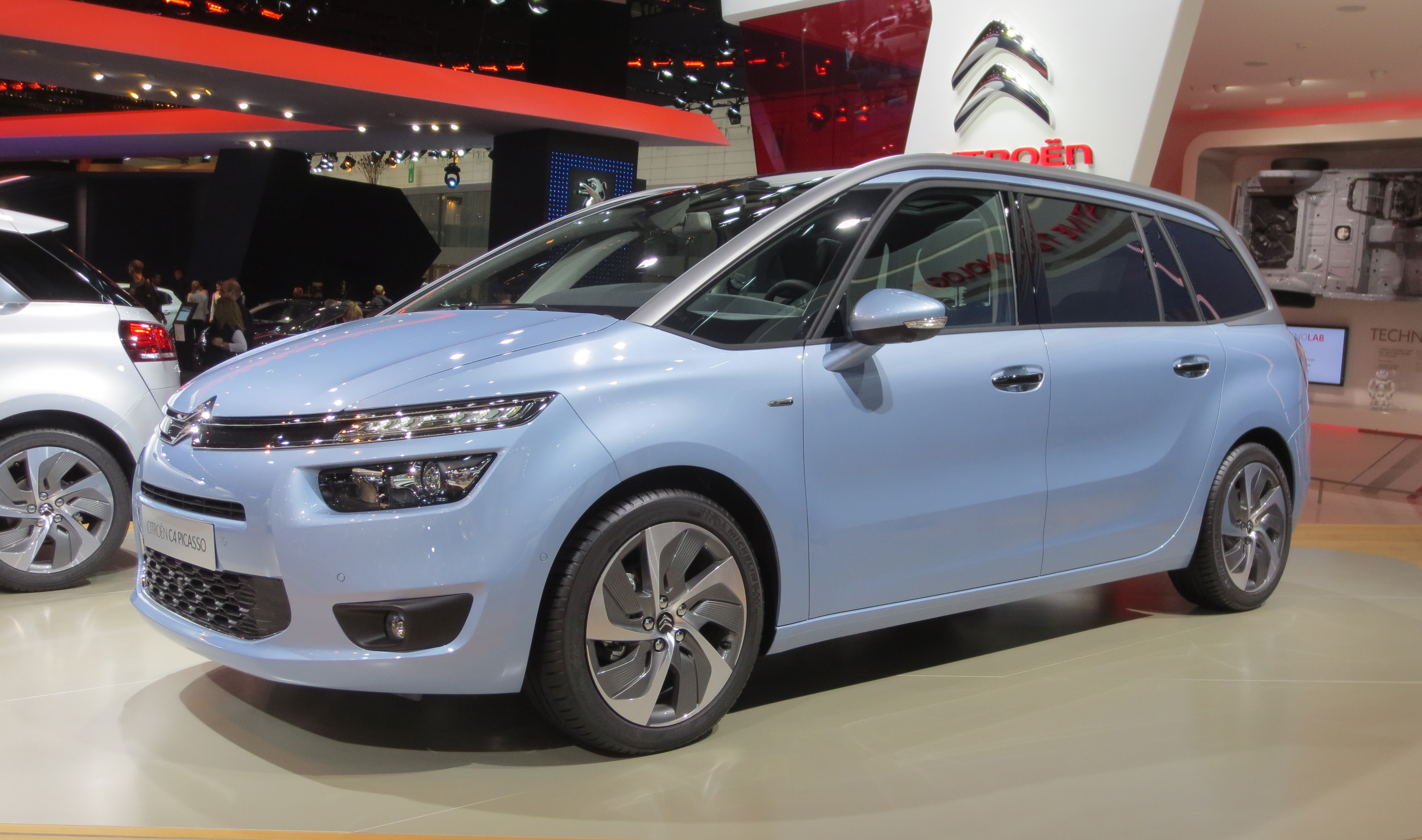
Citroën C4 Picasso II (2013) (Auto Bild goldene Lenkrad 2014).

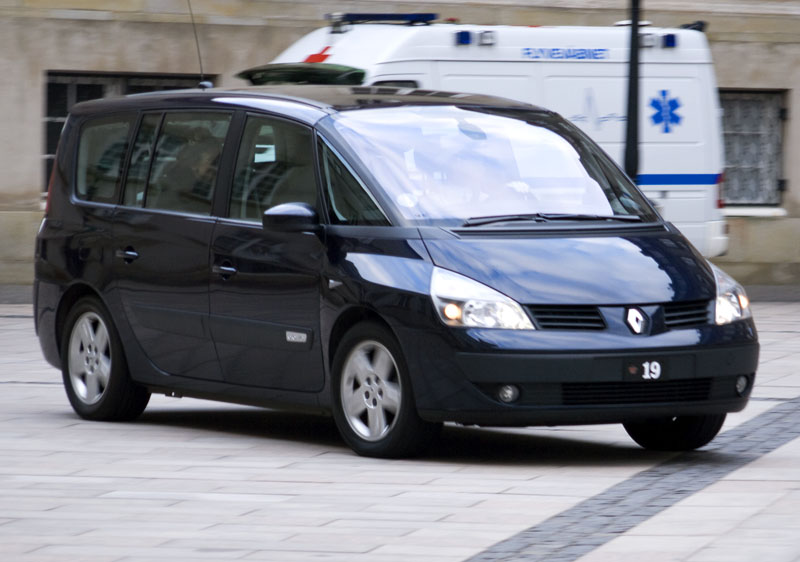
Renault Espace IV (2002).

En minibuss (ibland benämnd van, alternativt MPV efter engelskans multi-purpose vehicle eller familjebuss) är en större personbil som liknar en buss till utseendet och har minst tre sätesrader med två eller tre sittplatser per rad. De minibussar som är utrustade med totalt nio säten tar precis så många personer som är tillåtet för B-körkort. 
Modellen är som regel högre än en sedan- eller kombimodell. 

## Exempel på minibussar
- Renault Espace
- Buick GL8
- Citroën C3 Picasso
- Citroën C4 Picasso (Auto Bild goldene Lenkrad 2014)
- Chrysler Voyager
- Chevrolet Trans Sport
- Daihatsu Xenia
- Fiat Multipla
- Ford Focus C-max
- Ford Windstar
- Eurovan
- Honda FR-V
- Kia Carnival
- Mazda 5
- Mercedes-Benz V-klass
- Mitsubishi Grandis
- Opel Zafira
- Peugeot 5008
- Ssangyong Rodius
- Toyota Previa
- Volkswagen Sharan
- Volvo EM90